# 千新星
千新星（kilonova 或 r-process 超新星），是一类发生于双致密天体（如双中子星，中子星与黑洞）并合过程中的暂现天文事件。由于在并合过程中产生各向同性的物质抛射和重的R-過程元素的放射性衰变，千新星被认为可以发出短伽玛射线暴和强电磁辐射。
人类利用哈勃空间望远镜于2013年首次观测到千新星事件。

## 理论
双致密天体的绕转与并合过程是强的引力波源。 千新星被认为与短伽玛暴 (GRB) 的前身星密切相关，它是宇宙中稳定的r过程重元素的最主要来源。  “千新星”的概念由 Metzger 等人于2010年提出，它因峰亮度可达经典新星的1000倍而得名。中子星并合的基本模型由李立新和 玻丹·帕琴斯基于1998年提出。

## 观测

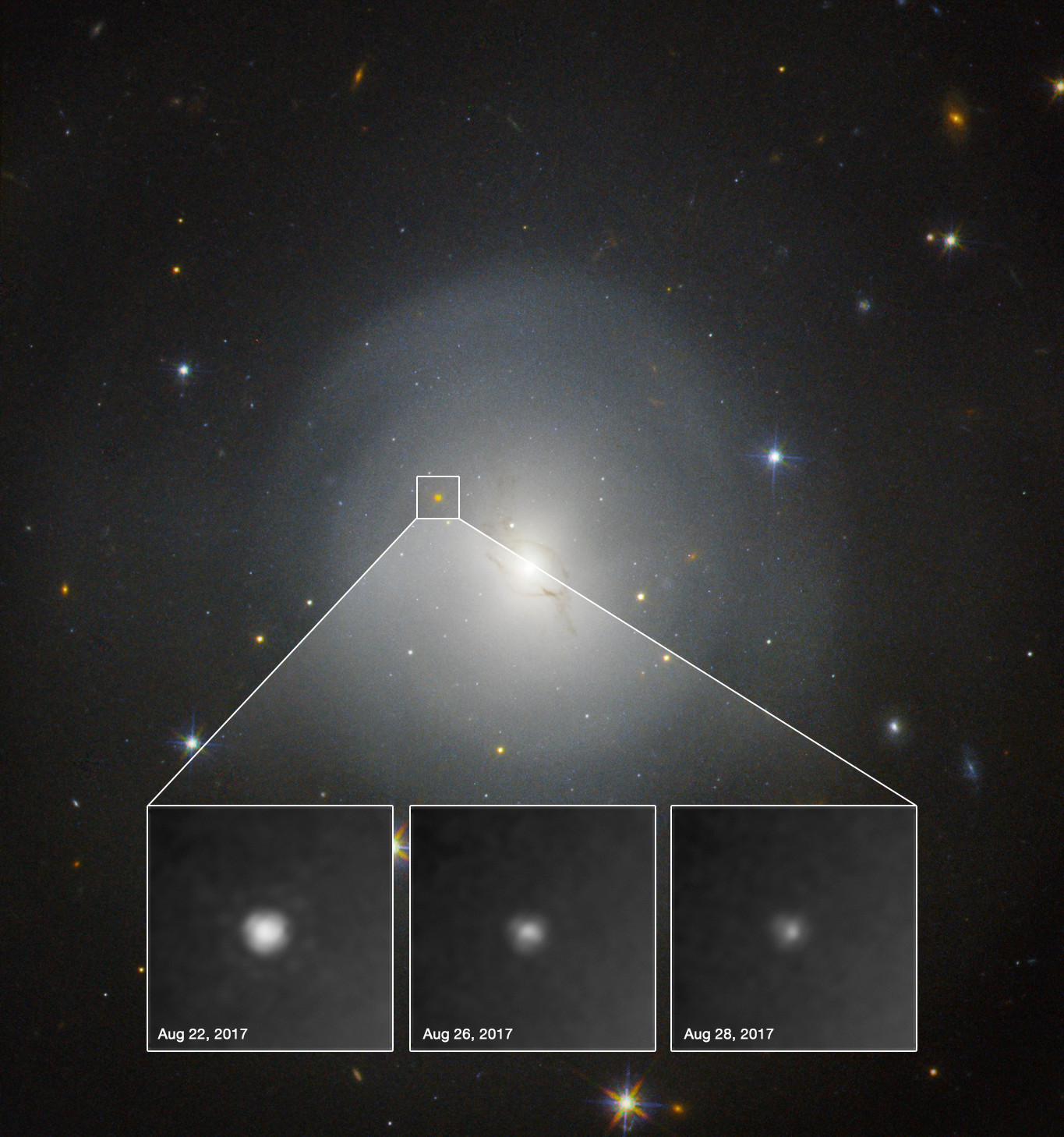
哈伯觀測到的第一顆千新星。

千新星事件的第一次明确观测发生于2013年, 这一事件与短伽馬射線暴GRB 130603B相關, 由哈伯太空望遠鏡观测到。    
2017年10月16日, LIGO与Virgo 团队联合宣布第一次同时探测到引力波 (GW170817) 信号及其电磁辐射对应体 （GRB 170817A, SSS17a），并且证明电磁辐射信号的源是双中子星并合过程产生的千新星。 在短GRB之后，人们又接收到了持续数周的光学暂现源（AT 2017gfo），它位于相对邻近的星系 NGC 4993。
2018年10月，天文學家報告稱，2015年檢測到的伽瑪射線暴事件GRB 150101B可能與歷史上的GW170817類似。就伽馬射線、光學和X射線發射以及相關宿主星系的性質而言，這兩個事件之間的相似性被認為是“驚人的”，這種顯著的相似性表明這兩個單獨且獨立的事件可能兩者都是中子星并合的結果，而且都可能是迄今為止未知的一類千新星瞬變。因此，研究人員表示，宇宙中的千新星事件可能比先前理解的更加多樣化和普遍。回想起來，GRB 160821B（2016年8月檢測到的伽馬射線暴）現在被認為也是由千新星造成的，因為其數據與AT 2017gfo相似。